# Sportzeitschrift

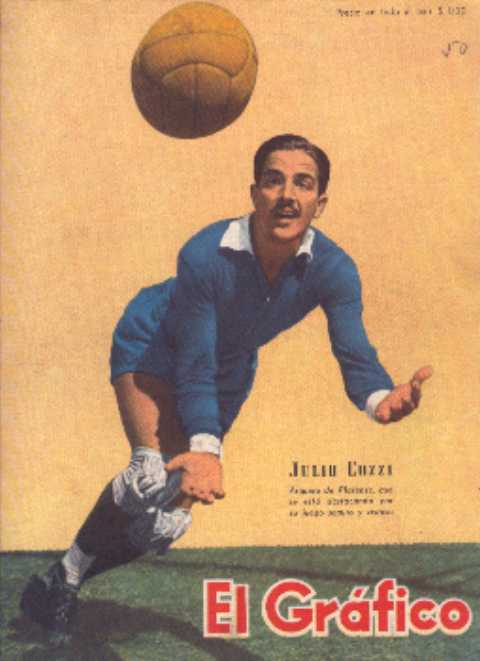
Julio Cozzi auf dem Titelbild der argentinischen Sportzeitschrift El Gráfico (1944)

Eine Sportzeitschrift, alternativ auch Sportmagazin genannt, ist ein Druckerzeugnis, das sich nahezu ausschließlich auf die Berichterstattung in einer oder mehreren Sportarten konzentriert. Es veröffentlicht detailliert Meldungen über geplante oder abgelaufene Sportereignisse, ergänzt um Übersichten und Tabellenstände über nationale und internationale Ligen und Wettbewerbe. Der Erscheinungsrhythmus ist unterschiedlich und kann von zwei- oder dreimal in der Woche bis zum Vierteljahreszeitraum oder länger reichen. Für täglich erscheinende Periodika hat sich der Begriff Sportzeitung etabliert.
Die Sportzeitschrift kann eine Publikumszeitschrift, eine Fachzeitschrift, eine Verbandszeitschrift oder eine Kundenzeitschrift sein.

## Konzeption
Gemeinsam ist den Druckwerken das Ziel, den Leser mit aktualisiertem, Insider- oder Expertenwissen zu versorgen, das die Sportteile der allgemeinen Tages- oder Wochenzeitungen seltener in dieser Bandbreite und Tiefe anbieten. Die Sportjournalisten sind bestrebt, durch packende Reportagen ihren Kundenkreis an der Dramatik sportlichen Einsatzes teilhaben zu lassen, selbst wenn manche Leser durch Sportübertragungen im Fernsehen bereits über Ergebniswissen verfügen. Kommentare, Analysen und fundierte Vor- beziehungsweise Hintergrundberichte sollen dem Sportinteressierten Informationen bieten, die er so noch nicht kennt. Interviews der Sportler, Trainer oder sonstigen Fachleute und Meldungen zur Privatsphäre von Sportgrößen ergänzen die anderen Artikel.
Die großen und zumeist professionell betriebenen Sportarten wie Fußball – welcher dominiert –, Motorsport, Radrennen, Boxen, Skiwettbewerbe und Leichtathletik bilden das Gerüst der Berichterstattung. Kleinere Sportarten finden eher weniger Platz in den Spalten, was sich zumal dann ändern kann, wenn heimische Sportler oder Sportlerinnen auf das Siegertreppchen gelangen könnten oder unerwartet herausragenden Erfolg hatten. Dies gilt in gleicher Weise für den Amateursport, der häufig erst im Falle internationaler Wettkämpfe oder Olympischer Spiele für die überregionalen Sportzeitschriften interessant wird. Die Redakteure versuchen in all ihren Artikeln, beim Leser für das Sportgeschehen Begeisterung zu wecken, Spannung zu erzeugen und den Konsumenten mitfiebern zu lassen.
Sportzeitschriften sind ein Mittelding zwischen Tageszeitung und Illustrierter. Sie enthalten einen hohen Bilderanteil mit fotografisch herausgehobenen Aufnahmen und werden teils auch auf Hochglanzpapier gedruckt. Sonderhefte behandeln einen Themenschwerpunkt, beispielsweise den Start der Fußballer in die neue Bundesligasaison. In den Magazinen dominieren stärker Hintergrundberichte und auf Sportstars bezogene Artikel und beim Bildmaterial wird intensiver die künstlerische Qualität einer Fotografie berücksichtigt.
Neben den bundesweit erhältlichen Exemplaren der Sportpresse gibt es auch regionale oder örtliche Sportzeitschriften, die als Stadionzeitung, Vereinszeitschrift oder Verbandsorgan in Erscheinung treten und im weiteren Sinne dazuzählen.
Die Sportzeitung ist im Unterschied zur Sportzeitschrift einer Tageszeitung gleichzusetzen, die sich allein der Welt des Sports verschrieben hat. Es gibt Staaten, in denen Sportzeitungen eine höhere Auflage aufweisen oder in der Geschichte aufgewiesen haben, als die politisch orientierte Tagespresse.

## Geschichte

### Anfänge
Die erste Sportzeitschrift, The Sporting Magazine, erschien 1792 in England und befasste sich vorwiegend mit Pferdesport und der Jagd. Täglich kam dann ab 1823 das Blatt Sporting Life heraus. Die Bürger in den Vereinigten Staaten konnten erstmals im Jahr 1829 im in Baltimore von John Stuart Skinner betreuten The American Turf Register and Sporting Magazine Sportnachrichten in konzentrierter Form vorfinden. In Deutschland war die eingeleitete Turnbewegung Motor für die Verbreitung von Sportzeitungen. Am 13. Juli 1842 eröffnete die Allgemeine Turn-Zeitung in Erlangen den Reigen, dem 1846 Der Turner in Dresden und 1856 die Deutsche Turnzeitung in Leipzig folgten. Im Jahr 1885 druckte im wöchentlichen Turnus der Verlag August Scherls die Zeitschrift Sport im Bild. Frankreich hatte ab 1854 Le Sport als Informationsmedium, Österreich-Ungarn ab 1878 die Allgemeine Sportzeitung.

### Deutschland seit 1918
In der Zeit des Ersten Weltkriegs wurden im Deutschen Reich einige (nicht alle) Sportzeitschriften wegen mangelnder Sportereignisse eingestellt, expandierten jedoch danach in den 1920er Jahren neuerlich. Der „Kicker“, heute unter dem Titel Kicker-Sportmagazin im Handel, wurde am 14. Juli 1920 ins Leben gerufen. Einschränkungen der Pressefreiheit im Dritten Reich ließen die Anzahl der Sportzeitschriften schrumpfen und ab Oktober 1944 erschien keine mehr. Mit dem Wiederzulassen der zunächst als Kriegsverursacher vom internationalen Sportverkehr ausgeschlossenen Deutschen wurde in den 1950er Jahren das Interesse an Sportthemen beim Publikum wieder wach und Verleger wagten das Edieren von Sportzeitschriften.
In den 1990er Jahren erlebten Sport-Publikumszeitschriften in Deutschland mit den vermehrten Fußballübertragungen im öffentlichen und privaten Fernsehen einen Auflagenrückgang. Eine umfangreiche Berichterstattung über Fußball ist für den wirtschaftlichen Erfolg einer allgemeinen Sportzeitschrift außerordentlich wichtig. Das Fernsehen ist inzwischen stärkster Konkurrent für die auf Sport spezialisierten Printmedien. 95 Prozent ihrer Käufer und Abonnenten sind Männer.

### Österreich
In Österreich hat die am 8. Februar 1999 gegründete Sport-Woche eine Monopolstellung als wöchentliche Sportzeitschrift erlangt.

## Eine Auswahl großer Sportzeitschriften und Sportzeitungen
Die folgende Übersicht nennt im Regelfall Publikumszeitschriften mit einer Auflage von mindestens 100.000 Exemplaren und erhebt keinen Anspruch auf Vollständigkeit. Nicht berücksichtigt sind hier sogenannte „Special-Interest-Zeitschriften“ wie etwa Verbandszeitschriften, Fachzeitschriften oder auf eine einzige Sportart bezogene Blätter. Ausnahmen werden in den „Bemerkungen“ erläutert.
| Titel                                | Erscheinungs- jahr | Staat              | Auflage in Stück | Stand           | Bemerkungen                                                           |
| ------------------------------------ | ------------------ | ------------------ | ---------------- | --------------- | --------------------------------------------------------------------- |
| Sport Bild                           | 1988               | Deutschland        | 373.915          | 2. Quartal 2015 | Größte deutsche Sportzeitschrift                                      |
| Sport-B.Z.                           | 2006               | Deutschland        | 50.000           | 3. Quartal 2006 | Erste Sport-Tageszeitung in Deutschland; Ende 2006 wieder eingestellt |
| Kicker-Sportmagazin (Montagsausgabe) | 1920               | Deutschland        | 166.667          | 2. Quartal 2015 | Älteste deutsche Sportzeitschrift                                     |
| Bravo Sport                          | 1994               | Deutschland        | 91.902           | 2. Quartal 2015 | Jugendliche Zielgruppe                                                |
| Tokyo Sports                         | 1958               | Japan              | 2.230.000        | 2008            | Weltweit größte Sportzeitung                                          |
| La Gazzetta dello Sport              | 1896               | Italien            | 375.000          | 2008            | Weltweit älteste Sportzeitung                                         |
| L’Équipe                             | 1946               | Frankreich         | 346.000          | 2008            | Sportzeitung                                                          |
| Pas Fotomaç                          | …                  | Türkei             | 278.171          | Juli 2009       | Größte Sportzeitung im Land                                           |
| Marca                                | 1938               | Spanien            | 237.807          | April 2009      | Größte Sportzeitung im Land                                           |
| A Bola                               | 1945               | Portugal           | 150.000          | …               | Auflagenstärkste Zeitung im Land                                      |
| El Gráfico                           | 1919               | Argentinien        | 26.565           | …               | 690.998 Exemplare bei der Fußball-WM 1986, 595.924 Exemplare 1978     |
| Esto                                 | 1941               | Mexiko             | 250.000          | …               | Sportzeitung                                                          |
| France Football                      | 1947               | Frankreich         | 213.000          | 2004            | Jetzt Fußball-Fachzeitschrift                                         |
| Olé                                  | 1996               | Argentinien        | …                | …               | Erste Sportzeitung im Land                                            |
| Sports Illustrated                   | 1954               | Vereinigte Staaten | 3.000.000        | 2008            | gilt häufig als Vorbild                                               |
| Sportwoche                           | 1999               | Österreich         | 31.883           | 2008            | Größte Sportzeitschrift im Land, 2015 eingestellt                     |
| Sport-Kurier Mannheim                | 2004               | Deutschland        | 35.238           | 2014            | Sportzeitschrift in der Rhein-Neckar-Region sowie im Kraichgau        |

Quellen: IVW-Verkaufszahlen auf www.pz-online.de; www.sportmagazine-online.de; „Marca“, „El Gráfico“ und „Esto“ lt. span. Wikipedia; dt. Wikipedia.